# 河原町 (入間市)
河原町（かわらまち）は、埼玉県入間市に存在する町丁。豊岡地区の内の一つの地名である。郵便番号は358-0008。

## 概要
入間市の町丁である河原町は、同市の北東側（同県狭山市側）に位置する。この町内には住宅が並ぶ他に、西武池袋線の入間市駅及び3本の国道、またそれらに隣接する商業施設がある。周辺の他の地名では北に黒須、東に向陽台、南に高倉、西に鍵山と同じ豊岡地区の町とそれぞれ接している。

## 歴史
- 1966年11月1日に住居表示を実施して成立。実施直前までは大字黒須の一部だった（入間市#地域も参照）。

## 世帯数と人口
2024年（令和6年）3月1日現在の世帯数と人口は以下の通りである。
| 町丁   | 世帯数  | 人口  |
| ------ | ------- | ----- |
| 河原町 | 366世帯 | 705人 |

## 小・中学校の学区
市立小・中学校に通う場合、学区（校区）は以下の通りとなる。
| 番地 | 小学校             | 中学校             |
| ---- | ------------------ | ------------------ |
| 全域 | 入間市立豊岡小学校 | 入間市立豊岡中学校 |

## 周辺の交通
鉄道路線
- 西武池袋線入間市駅 - 下りは飯能駅方面、上りは池袋駅や直通先である東京メトロ有楽町線・東京メトロ副都心線や東急東横線各方面へ通じている。
  - ただし当駅の構内周辺においてはこの河原町内であるが、駅ホームの一部は隣の黒須一丁目に跨っている。

道路
- 国道16号、国道299号（国道407号と重複）、国道463号の3つの国道が、当町内の河原町交差点でそれぞれ交差している。
- また当町の南側を埼玉県道226号入間市停車場線が、入間市駅南口側のバスターミナル（当町内）から出ているが、当町内にはそこから入間市駅入口交差点までの僅かな距離で、県道226号はそこから南方向へ豊岡内を通って国道463号との交点（県道はそこで終点）まで延びている。

バス路線
- 入間市駅南口側のバスターミナルからは西武バスの飯能営業所と狭山営業所の各一部のバス系統が、当町内を通る上記の県道226号や複数の国道などを経由しながら各地区方面へ走行している（行き先などについては入間市駅#バス路線を参照）。

## 周辺の主な施設
- 西武池袋線入間市駅
- 武蔵野銀行入間支店
- 西武入間PePe
  - 西武入間ぺぺ内郵便局
- 旧石川組製糸西洋館 :国の登録有形文化財
- 日本キリスト教団武蔵豊岡教会